# Sempati Air

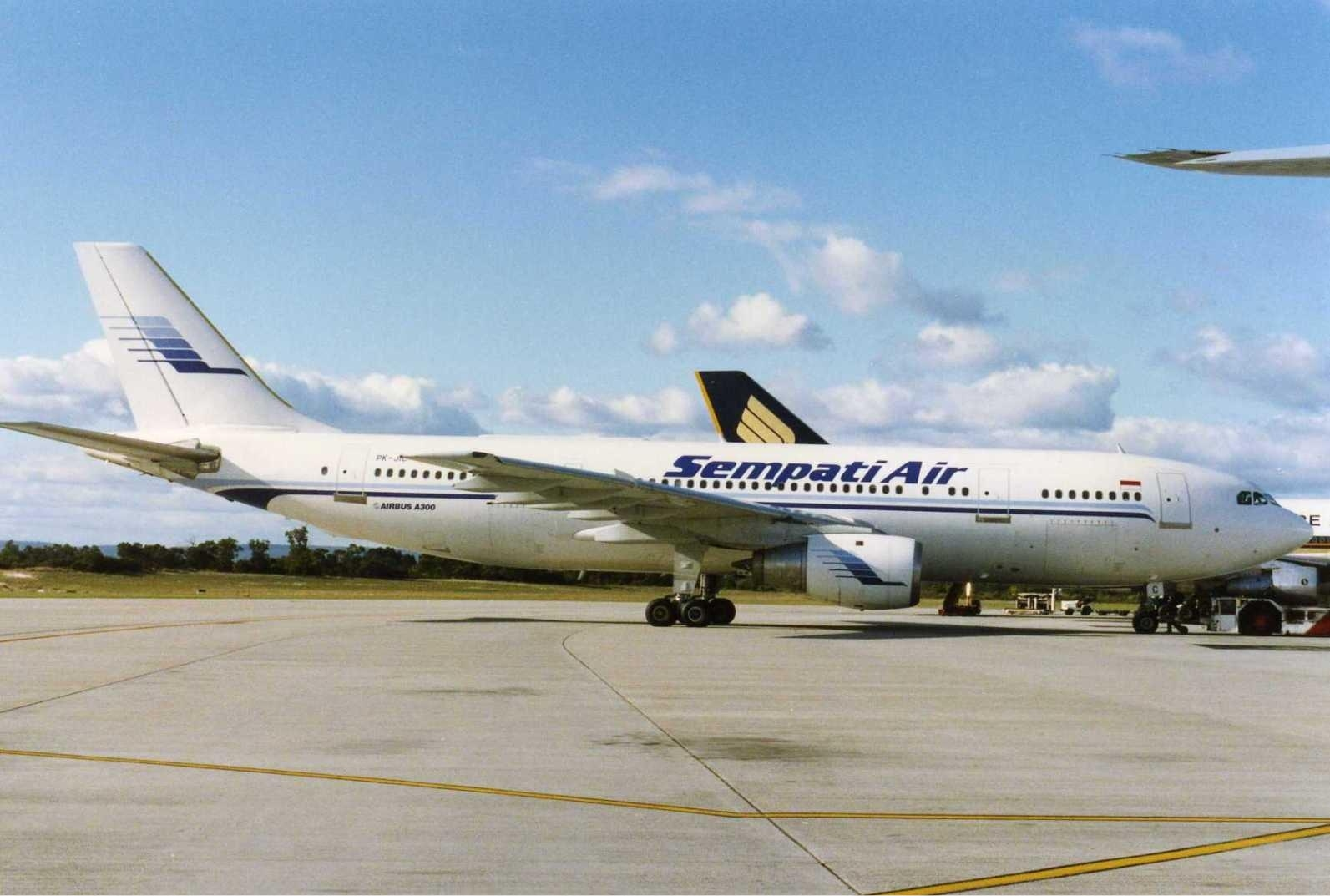
Airbus A300 de Sempati Air

Sempati Air fue una aerolínea con sede en Indonesia. Parcialmente propiedad de amigos y familiares del presidente Suharto de Indonesia, la aerolínea cesó sus operaciones debido a la bancarrota después de la renuncia presidencial de su propietario Suharto en mayo de 1998. Su Código IATA ha sido reasignado a SpiceJet.

## Incidentes y accidentes
- En 1990, un Sempati Fokker F27, registrado como PK-JFF se estrelló en Surabaya cuando se utilizó en un vuelo de entrenamiento. Este vuelo no llevaba pasajeros.
- En 1997, sempati Air Flight 304, un Fokker F27 alquilado desde Trigana Air Service se estrelló en un barrio densamente poblado de Margahayu poco después del despegue del Aeropuerto Internacional Husein Sastranegara de Bandung. Un total de 28 personas fueron asesinadas. El piloto perdió estabilidad después de que uno de los motores de la aeronave fallara.
- El 16 de enero de 1995, un Boeing 737-200 de Sempati Air, registrado como PK-JHF con Nombre De Nosename "Pink Rose" experimentó un patín en el Aeropuerto Internacional de Adisucipto. No hubo víctimas mortales en este accidente, aunque el avión fue cancelado y desguazado.